# Tinocalloides montanus
Tinocalloides montanus är en insektsart som beskrevs av Basu, A.N. 1970. Tinocalloides montanus ingår i släktet Tinocalloides och familjen långrörsbladlöss. Inga underarter finns listade i Catalogue of Life.